# Церковь Климента Папы Римского (Торжок)
Храм Кли́мента Па́пы Ри́мского (Климентовская церковь) — православный храм в городе Торжке Тверской области. Построен в XVII веке, перестроен в XIX веке. Приписана к Новоторжскому Борисоглебскому мужскому монастырю Тверской епархии Русской православной церкви. Объект культурного наследия федерального значения.

## История
Первое упоминание Климентовской церкви в Торжке относится к 1372 году, когда храм был в числе трёх каменных церквей, уцелевших в городе при его разорении тверским князем Михаилом. Сохранившаяся церковь построена в 1685 году на средства купца Мишурина. В 1835 году возобновлена, построена новая колокольня. Церковь имела два этажа, престол верхнего был в честь Благовещения Пресвятой Богородицы, нижнего — в честь Климента Папы Римского. Главной святыней считался образ с 18 частицами мощей святых, пожертвованный в храм по завещанию купца Елизарова.
По церкви до Октябрьской революции называлась называлась Климентовская улица, ныне улица Луначарского.
Храм закрыт в 1931 году. Был возвращён Русской православной церкви в 1999 году.